# دوغان سفلي (مقاطعة فسا)
دوغان سفلي (بالفارسية: دوگان سفلی) هي قرية تقع في قسم قره‌بلاغ الريفي في إيران. يقدر عدد سكانها بـ 805 نسمة .